# Bis - Ritorno al passato
Bis - Ritorno al passato (Bis) è un film commedia del 2015 diretto da Dominique Farrugia.

## Trama
Parigi, anni 2000.  Éric, edonista donnaiolo, e Patrice, ginecologo sposato, sono amici ed ex compagni di liceo. Dopo aver bevuto troppo, i due si ritrovano catapultati nel 1986, quando entrambi avevano solo 17 anni, e anche se le persone li vedono nei loro corpi di diciassettenni, hanno tuttavia mantenuto i loro caratteri da adulti. Si rendono conto, inoltre, che questo ritorno al passato potrebbe essere un'opportunità per cambiare il corso delle loro vite.

## Produzione
Dominique Farrugia ha rivelato di essersi ispirato al film Frantic di Roman Polański e film statunitensi come quelli diretti da John Hughes..

### Cast
I protagonisti del film dovevano essere interpretati inizialmente da Guillaume Canet e Gilles Lellouche.

### Riprese

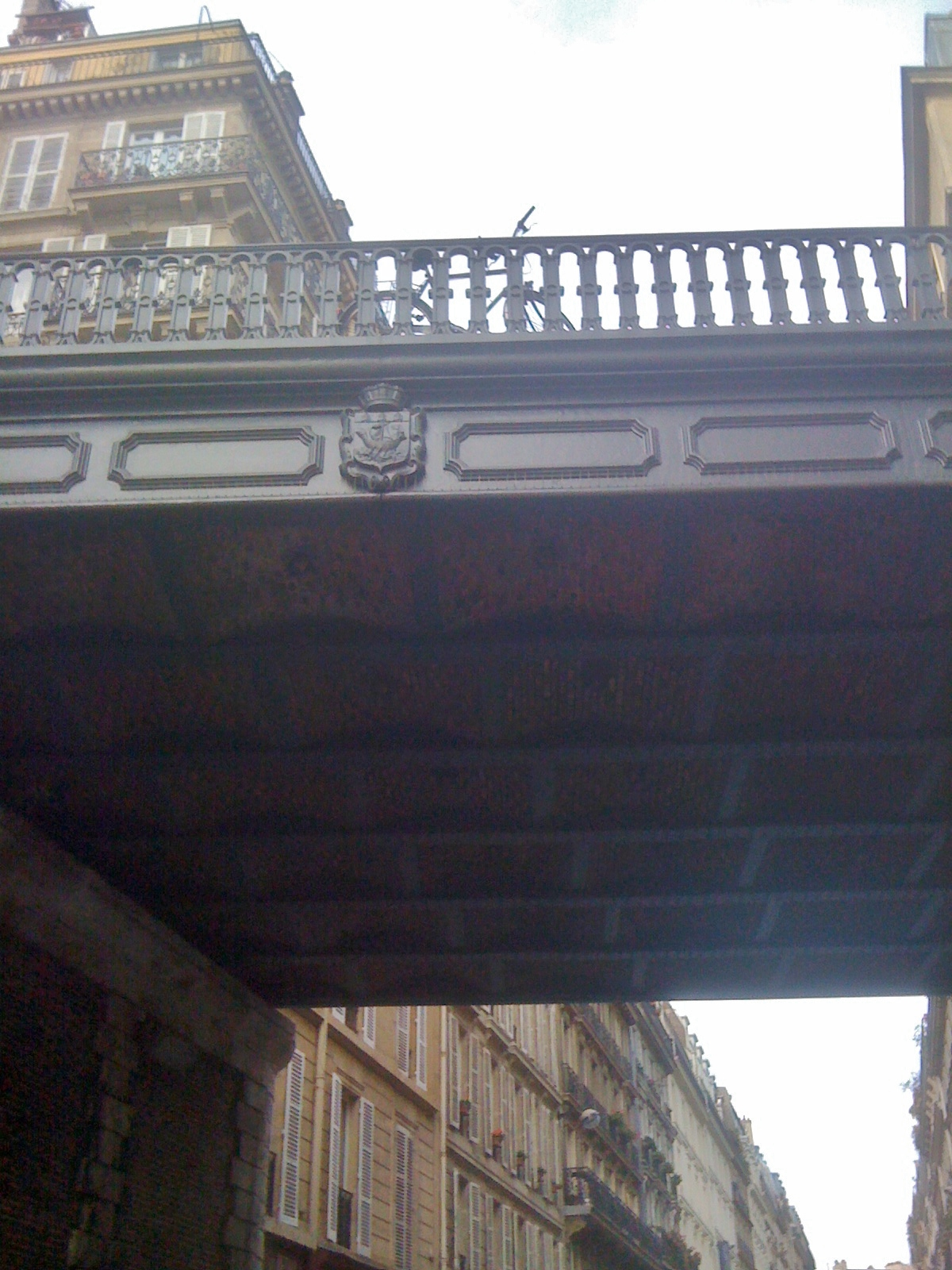
Ponte della rue de Bellefond

Le riprese si sono svolte nel IX arrondissement di Parigi, rue de Bellefond, rue Pierre-Sémard, Square Montholon, Lycée Jacques-Decour, Avenue Trudaine.

## Accoglienza
AlloCiné dà al film un voto 3,2/5 basato su 12 recensioni. Jean-Christian Hay ha scritto sulla rivista Gala "Dopo il film Toute première fois, Bis viene a riscaldare il nostro inverno. Dominique Farrugia porta Kad Merad e Franck Dubosc nel 1986 e ci offre una vera e propria boccata di nostalgia, divertente e senza pretese". Le Dauphiné Libéré considera il film "una commedia sul ritorno al passato, che è nostalgico, che sviluppa gag in modo piuttosto efficace e riuscito. Una bella sorpresa!". Pierre Vavasseur del Parisien scrive  che "Dominique Farrugia è riuscito a evitare le insidie del déjà-vu con questa commedia saldamente sostenuta da due maestri del genere: Dubosc e Merad, veramente eccellenti". Stéphanie Belpêche del Journal du dimanche sottolinea che "se la partenza è faticosa e la sceneggiatura non viene mai veramente fuori dalle rotaie, siamo sorpresi ed eccitati dalla comicità di situazioni irresistibili e dal massacro di attori, in particolare l'eccellente Kad Merad". Public considera il film una specie di "Camille redouble versione macho". È un déjà-vu, ma il duo funziona"..
Guillemette Odicino di Télérama apprezza "quando i due teenager adolescenti cercano di fare soldi proponendo, trent'anni prima, lo scenario di Giù al Nord ad una compagnia di produzione", ma si rammarica del finale del film. Voici scrive che "se fossimo cattivi, sembra che Bis sia giustamente chiamato col suo nome: un pompaggio spudorato di Big e Camille redouble [...].  Siccome siamo gentili, ammettiamo che Kad Merad e Franck Dubosc trovano buone gags in questo scavo nostalgico degli anni '80 [...]". Michel Berjon di Les Fiches du cinéma considera il film il "Ritorno al futuro dei poveri" con "riferimenti inutili che uccidono il suo potenziale comico". Tristan Gauthier del sito aVoir-aLire.com, da parte sua rimpiange una "catena di battute più o meno fasulle" con "uno scenario piatto come le montagne dell'Alvernia e privo di qualsiasi originalità".